# Eurytoma ctenodactylomyii
Eurytoma ctenodactylomyii is een vliesvleugelig insect uit de familie Eurytomidae. De wetenschappelijke naam is voor het eerst geldig gepubliceerd in 1917 door Girault.